# Sven Lehmann
Sven Lehmann (sinh ngày 14 tháng 12 năm 1979) là một chính khách người Đức của Liên minh 90/Đảng Xanh, ông phục vụ với tư cách là nghị sĩ Bundestag từ bang North Rhine-Westphalia kể từ năm 2017.
Ngoài làm việc tại quốc hội, Lehmann giữ chức Quốc vụ khanh Nghị viện trong Bộ Gia đình Liên bang, Công dân cao cấp, Phụ nữ và Thanh niên và Ủy viên Chấp nhận Đa dạng Giới tính và Tính dục trong Chính phủ Liên minh của Thủ tướng Olaf Scholz từ năm 2021.

## Đầu đời và sự nghiệp
Lehmann lớn lên ở Troisdorf tại quận Rhein-Sieg. Năm 1999, ông tốt nghiệp Gymnasium zum Altenforst ở Troisdorf.  Năm 1999, ông bắt đầu nghiên cứu khoa học chính trị, nghiên cứu Lãng mạn và giáo dục tại Cologne và Aix-en-Provence, và hoàn thành vào năm 2006 với bằng Magister Artium (M.A.).
Từ năm 2005 đến năm 2007 Lehmann đứng đầu văn phòng bầu cử của Kerstin Müller, nghị sĩ Bundestag ở Cologne. Từ năm 2007, ông làm việc cho Hội đồng Khu vực Rhineland, gần đây nhất là trong lĩnh vực quản lý sức khỏe nghề nghiệp.

## Sự nghiệp chính trị
Từ năm 2010 đến 2018, Lehmann là đồng chủ tịch của Đảng Xanh ở North Rhine-Westphalia, cùng với Monika Düker (2010–2014) và Mona Neubaur (2014–2018).
Lehmann trở thành nghị sĩ Bundestag trong cuộc bầu cử liên bang Đức 2017, đại diện cho quận Cologne II. Từ năm 2018 đến năm 2021, ông là Ủy viên Ủy ban Lao động và Thương binh Xã hội. Ông cũng từng là phát ngôn viên của nhóm nghị viện về chính trị queer và chính sách xã hội. Trong nhóm nghị sĩ của mình, có sự điều phối của Công đoàn và Hội đồng Cố vấn Xã hội.
Ông là Quốc vụ khanh Nghị viện của Bộ Gia đình Liên bang, Công dân cao cấp, Phụ nữ và Thanh niên kể từ ngày 8 tháng 12 năm 2021. Vào ngày 5 tháng 1 năm 2022, Chính phủ Liên bang đã bổ nhiệm ông làm Ủy viên Chấp nhận Đa dạng Giới tính và Tính dục.

## Các hoạt động khác
- Magnus Hirschfeld Foundation, Thành viên Hội đồng Quản trị[10]